# Вашингтонська морська конференція

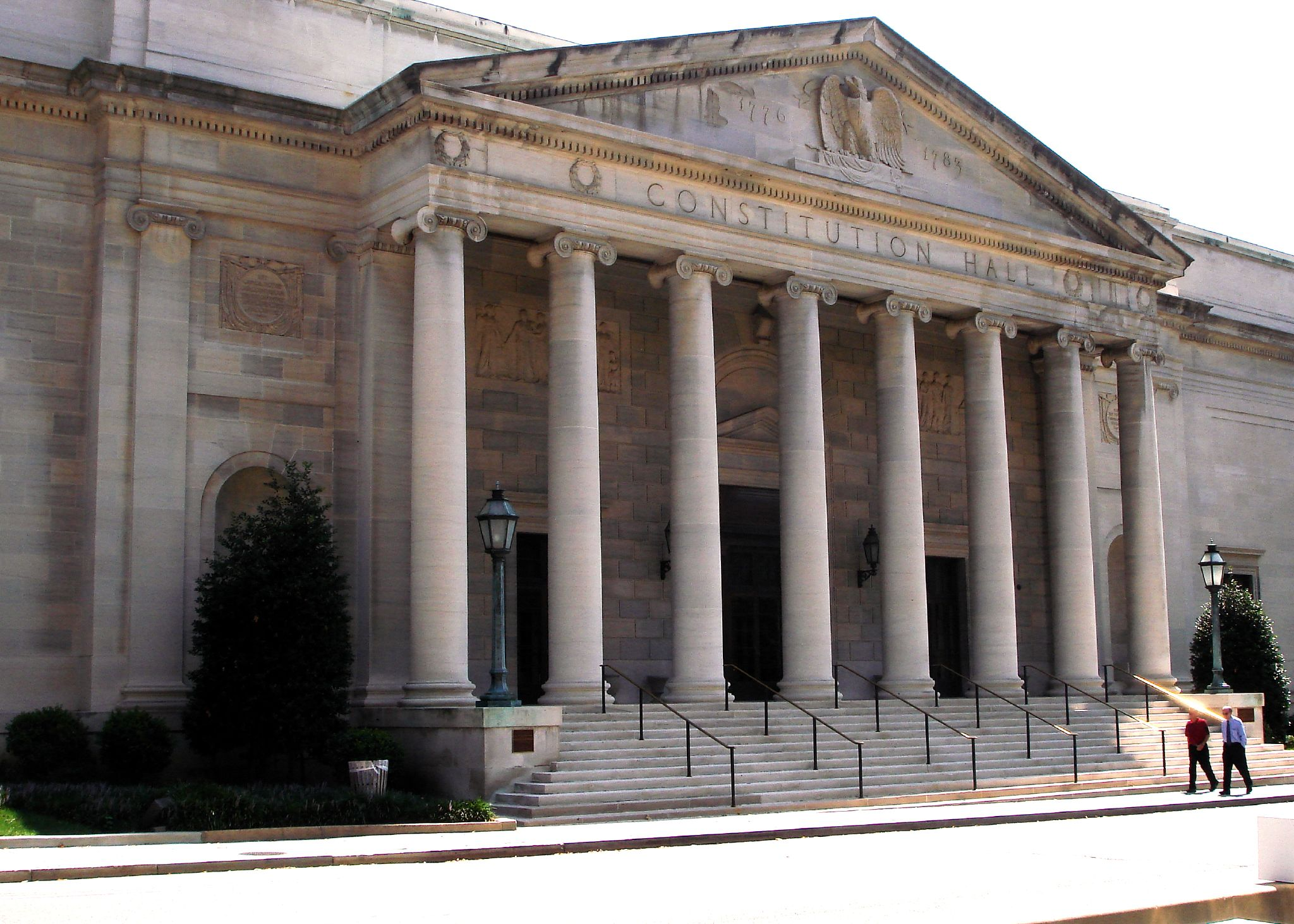
Constitution Hall, Вашингтон

Вашингто́нська конфере́нція — конференція з обмеження озброєнь та вирішення проблем Далекого Сходу та басейну Тихого океану, що склалась після Першої світової війни. Відбувалась з 12 листопада 1921 р. по 6 лютого 1922 р. у конгрес-холі Constitution Hall, Вашингтон.
У роботі конференції взяли участь США, Велика Британія, Республіка Китай, Японська імперія, Французька республіка, Королівство Італія, Нідерланди, Бельгія та Португальська республіка. Також були присутні делегати від британських домініонів і делегат, що виступав від імені Британської Індії.
Вашингтонська конференція була скликана за ініціативою США, які розраховували домогтися сприятливого для себе вирішення питання про морські озброєння та закріплення нового співвідношення сил в Республіці Китай та в басейні Тихого океану. Конференція також була спрямована проти національно-визвольного руху народів колоніальних і залежних країн. Радянський уряд, який не одержав запрошення на конференцію, заявив 19 липня і 2 листопада 1921 р. протести проти усунення РРФСР — однієї з головних тихоокеанських держав — від участі в роботі конференції, а 8 грудня 1921 направив протест проти обговорення на ній питання про Китайсько-східну залізницю. У грудні 1921 до Вашингтона прибула делегація Далекосхідної республіки, але вона не була допущена на конференцію.

## Зустріч
Американську делегацію, очолював Державний секретар Чарльз Еванс Г'юз, також в делегації були Еліху Рут, Генрі Кебот Лодж та Оскар Андервуд, останній був лідером демократичної меншості в Сенаті. Основною метою конференції було стримування японської військово-морської експансії у водах Західного Тихого океану, особливо щодо укріплень на стратегічно важливих островах. Її другорядними цілями були встановлення остаточної межі японської експансії та послаблення занепокоєння щодо можливого антагонізму з британцями. Вони мали усунути англо-американську напруженість шляхом скасування англо-японського альянсу, домовитися про сприятливе військово-морське співвідношення щодо Японії та домогтися від японців офіційного прийняття продовження політики відкритих дверей у Китаї.
Британці, однак, зайняли більш обережний і виважений підхід. Справді, британські офіційні особи принесли на конференцію певні загальні бажання: досягти миру та стабільності в Західному Тихому океані; уникнути гонки військово-морських озброєнь зі Сполученими Штатами; запобігти японському вторгненню в зони їхнього впливу; та зберегти безпеку Сінгапуру, Гонконгу та країн Домініону, але вони не прийшли на конференцію з конкретним списком вимог. Натомість вони принесли з собою розмите бачення того, як повинен виглядати Західний Тихий океан після угоди. 
Японські офіційні особи були більше зосереджені на конкретиці, ніж британці, і вони підійшли до конференції з двома основними цілями: підписати військово-морський договір з Британією та Сполученими Штатами і отримати офіційне визнання особливих інтересів Японії в Маньчжурії та Монголії. Японські офіційні особи також принесли на конференцію інші питання: рішучу вимогу зберегти контроль над Япом, Сибіром та Циндао, а також більш загальні занепокоєння щодо зростаючої присутності американських флотів у Тихому океані.
Американська позиція була посилена перехопленням та розшифруванням секретних інструкцій від японського уряду своїй делегації. Повідомлення розкрило найнижче військово-морське співвідношення, яке було б прийнятним для Токіо; американські переговорники використали ці знання, щоб тиснути на японців. Цей успіх, один із перших у зароджуваних урядових зусиллях США з перехоплювання та криптології, зрештою призвів до зростання таких агентств.
Головою японської делегації на Вашингтонській військово-морській конференції був принц Ієсато Токуґава, який протягом перших чотирьох десятиліть двадцятого століття очолював політичний рух в Японії, що просував демократію та міжнародну добру волю зі США, Європою та Азією. Його вплив був значним у переговорах та ратифікації Вашингтонського військово-морського договору.

## Основні договори
На Вашингтонській конференції були вироблені і підписані наступні основні документи:
- Договір чотирьох держав (США, Великої Британії, Французької республіки та Японської імперії) про спільний захист договірними державами їх територіальних «прав» у Тихому океані. Підписаний 13 грудня 1921. Договір мав на меті об'єднати сили союзників проти національно-визвольного руху народів басейну Тихого океану і Далекого Сходу. Договір передбачав також (під тиском американської дипломатії) ліквідацію Британо-японського союзу 1902 р., спрямованого в той період проти планів США на Далекому Сході та в басейні Тихого океану. Проти британо-японського союзу висловлювалися і деякі британські домініони (в першу чергу Канада), що побоювались посилення Японської імперії коштом Республіки Китай та інших країн Далекого Сходу.
- Договір п'яти держав (США, Великої Британії, Японської імперії, Французької республіки та Королівства Італія) про обмеження морських озброєнь, що змінили співвідношення останніх на користь США. Підписаний 6 лютого 1922 р. Підписуючи цей договір, Велика Британія підтверджувала свою вимушену згоду на відмову від безумовного переважання на морі. Договір встановлював певну пропорцію граничного тоннажу лінійного флоту його учасників: США — 5, Велика Британія — 5, Японська імперія — 3, Французька республіка — 1,75, Королівство Італія — 1,75. Загальний тоннаж лінкорів, що підлягають заміні, не повинен був перевищувати: для США і Великої Британії з 525 тис. т, для Японської імперії 315 тис. т, для Королівства Італія та Французької республіки по 175 тис. т. Встановлювався також тоннаж авіаносців: 135 тис. т для США і Великої Британії, 81 тис. т для Японської імперії і по 60 тис. т для Королівства Італія та Французької республіки. Однак загальний тоннаж військово-морського флоту держав не обмежувався, і фактична перевага флоту Великої Британії, таким чином, зберігалася. Японська імперія домоглася зобов'язання американського та британського урядів не споруджувати нових баз на островах Тихого океану на схід від 110-го меридіана східної довготи (за винятком островів поблизу узбережжя США, Канади, Аляски, зони Панамського каналу, Австралії, Нової Зеландії та Гавайських островів). Таким чином Японія забезпечила собі серйозні стратегічні переваги в цьому районі.
- Договір дев'яти держав (США, Великої Британії, Французької республіки, Японської імперії, Королівства Італія, Бельгії, Нідерландів, Португальської республіки та Республіки Китай). Підписаний 6 лютого 1922 р. Договір надавав країнам, які його підписали, «рівні можливості» у Республіці Китай в області торгівельної та підприємницької діяльності та зобов'язував не вдаватися до використання внутрішнього становища в Республіці Китай з метою отримання спеціальних прав і привілеїв, які можуть завдати шкоди правам та інтересам інших держав — учасників договору. Республіка Китай розглядалась учасниками договору як загальний об'єкт експлуатації. Цей договір був спрямований проти домагань Японської імперії на монопольне панування в Республіці Китай. Ще раніше, 4 лютого 1922 р., Японська імперія змушена була підписати так звану Вашингтонську угоду — китайську-японську угоду про евакуацію японських військ з китайської провінції Шаньдун, а також про повернення Республіці Китай залізниці Ціндао — Цзінань і території Цзяочжоу. Глава японської делегації дав зобов'язання, що японський уряд не буде вимагати від китайського уряду виконання п'ятої групи «двадцяти однієї вимоги» Японії про призначення японських радників при китайському уряді та ін. Однак вимога Республіки Китай про виведення японських військ з Південної Маньчжурії Японська імперія відхилила. Одночасно з Договором дев'яти держав 6 лютого 1922 було підписано Трактат про китайський митний тариф, де закріплювались митні нерівноправності Республіки Китай. Проте голова китайської делегації Ши Чжаоцзі виступив проти тарифної угоди, підкресливши, що Республіка Китай не відмовиться від прагнення відновити тарифну автономію.

## Підсумок
Вашингтонська конференція не внесла змін до існуючого на той час становища на Далекому Сході. Рішення, досягнуті на конференції, завершили переділ колоніальних володінь і сфер впливу, що відбувались після Першої світової війни імперіалістичних держав на Тихому океані та Далекому Сході. США ж домоглись ряду важливих поступок з боку Великої Британії та Японської імперії. Разом з тим рівновага була нестійкою. Вже в ході переговорів США заявили про недостатність японських поступок у Республіці Китай, своєю чергою Японська імперія відразу ж після конференції встала на шлях перегляду рішень конференції.